# Hansreia peugeoti
Hansreia peugeoti – gatunek chrząszcza z rodziny poświętnikowatych i podrodziny Scarabaeinae. 

## Taksonomia
Gatunek ten opisali po raz pierwszy Marcely Valois, Fernando Zagury Vaz-de-Mello i Fernando A.B. Silva w 2015 roku na łamach „Zootaxa”. Jako lokalizację typową wskazano Margem do Rio Juruena w Cotriguaçú w brazylijskim stanie Mato Grosso. Epitet gatunkowy pochodzi od nazwy przedsiębiorstwa, które uruchomiło Peugeot-ONF Carbon Sink Programme w tymże stanie.

## Morfologia
Chrząszcz o ciele długości od 8,7 do 9 mm. Głowa jest ciemnobrązowa z zielonkawym lub brązowawym połyskiem w okolicy oczu. Przedplecze jest wysklepione, dwukrotnie szersze niż dłuższe, na dysku zielone z żółtawym lub zielonkawym połyskiem. Krawędzie boczne między kątami bocznymi a tylnymi są w przybliżeniu proste. Pokrywy mają po dziewięć rzędów, z których ósmy jest niewyraźny, o zanikłym w nasadowej ćwiartce punktowaniu. Pygidium ma na dysku podłużne pole małych, błyszczących, nieregularnych mikroguzków. Genitalia samca mają symetryczne, w widoku bocznym prostokątne paramery długości ⅔ fallobazy, na wierzchołku zaopatrzone w dwukrotnie dłuższy niż szeroki, prawie prostokątny wyrostek; kąt wewnętrzny między brzegiem grzbietowym a szczytowym paramery jest prosty, zaś między szczytowym a brzusznym wynosi około 50°. Edeagus ma w endofallusie skleryt podkowiasty z nierozszerzonym na krawędzi wewnętrznej ramieniem krótszym, okrągły z wyraźnym płatkiem zewnętrznym skleryt peryferyjny prawy górny, nieregularnie ukształtowany skleryt peryferyjny frontolateralny oraz wydłużony kompleks sklerytów osiowych i podosiowych o płatku bocznym długości 1/5 kompleksu.

## Ekologia i występowanie
Owady te zasiedla równikowe lasy deszczowe.
Gatunek neotropikalny, endemiczny dla Brazylii, znany tylko ze stanu Mato Grosso.